# Lijst van rijksmonumenten in de Haarlemmerstraat (Amsterdam)
Een overzicht van de 58 rijksmonumenten in de Haarlemmerstraat in Amsterdam.
| Object | Oorspronkelijke functie? | Bouwjaar                                      | Architect | Locatie               | Coördinaten?                  | Nr.? | Afbeelding |
| --- | ------------------------ | --------------------------------------------- | --------- | --------------------- | ----------------------------- | ---- | --- |
| Hoekhuis met ingezwenkte halsgevel | Gebouw                   | 1685                                          |           | Haarlemmerstraat 1    | 52° 22' 45" NB, 4° 53' 38" OL | 1358 | Meer afbeeldingen                                                                                                  |
| Pand met gevel onder rechte klossenlijst met consoles | Gebouw                   | laatste kwart 18e eeuw                        |           | Haarlemmerstraat 7    | 52° 22' 46" NB, 4° 53' 38" OL | 1360 | Pand met gevel onder rechte klossenlijst met consoles                                                              |
| Pand met halsgevel | Gebouw                   | 18e eeuw                                      |           | Haarlemmerstraat 9    | 52° 22' 46" NB, 4° 53' 37" OL | 1361 | Pand met halsgevel                                                                                                 |
| Pand met halsgevel met een baal in de afdekking | Gebouw                   | eerste of tweede kwart 18e eeuw               |           | Haarlemmerstraat 11   | 52° 22' 46" NB, 4° 53' 37" OL | 1362 | Pand met halsgevel met een baal in de afdekking                                                                    |
| Pand met gevel onder rechte lijst | Gebouw                   | 18e/19e eeuw                                  |           | Haarlemmerstraat 25   | 52° 22' 46" NB, 4° 53' 37" OL | 1363 | Meer afbeeldingen                                                                                                  |
| Pand met halsgevel met geruite vleugelstukken en latere deklijst | Gebouw                   | eerste of tweede kwart 18e eeuw               |           | Haarlemmerstraat 27A  | 52° 22' 46" NB, 4° 53' 37" OL | 1364 | Meer afbeeldingen                                                                                                  |
| Pand met pilastergevel later geheel gewijzigd en van ingezwenkte hals onder rollagen voorzien                                                                          | Gebouw                   | tweede kwart 18e eeuw                         |           | Haarlemmerstraat 45   | 52° 22' 47" NB, 4° 53' 36" OL | 1365 | Meer afbeeldingen                                                                                                  |
| Hoekhuis met gevel onder rechte lijst met dakkapel | Gebouw                   | eerste helft 19e eeuw                         |           | Haarlemmerstraat 47   | 52° 22' 47" NB, 4° 53' 36" OL | 1366 | Hoekhuis met gevel onder rechte lijst met dakkapel                                                                 |
| Pand met halsgevel met rijk gebeeldhouwde vleugelstukken en palmet in de afdekking                                                                                     | Gebouw                   | ca. 1725                                      |           | Haarlemmerstraat 59   | 52° 22' 48" NB, 4° 53' 35" OL | 1367 | Pand met halsgevel met rijk gebeeldhouwde vleugelstukken en palmet in de afdekking                                 |
| Pand met halsgevel met gedeelde vleugelstukken, hoekvazen, gelobde afdekking en incompleet ornament om de hijsbalk                                                     | Gebouw                   | 1737                                          |           | Haarlemmerstraat 61   | 52° 22' 48" NB, 4° 53' 34" OL | 1368 | Pand met halsgevel met gedeelde vleugelstukken, hoekvazen, gelobde afdekking en incompleet ornament om de hijsbalk |
| Hoekhuis met ingezwenkte halsgevel waarvan de afdekking is verdwenen                                                                                                   | Gebouw                   | tweede kwart 18e eeuw (huis) 1892 (winkelpui) |           | Haarlemmerstraat 63   | 52° 22' 48" NB, 4° 53' 34" OL | 1369 | Meer afbeeldingen                                                                                                  |
| Pand met tot ingezwenkte halsgevel gewijzigde trapgevel van het 'type met kleine blokjes'                                                                              | Gebouw                   | eerste kwart 17e eeuw                         |           | Haarlemmerstraat 71   | 52° 22' 48" NB, 4° 53' 33" OL | 1370 | Pand met tot ingezwenkte halsgevel gewijzigde trapgevel van het 'type met kleine blokjes'                          |
| Pand met gevel onder rechte lijst | Werk-woonhuis            | midden 19e eeuw                               |           | Haarlemmerstraat 73   | 52° 22' 48" NB, 4° 53' 32" OL | 1371 | Pand met gevel onder rechte lijst                                                                                  |
| Pand met gevel van het 'type met grote blokken' met uit- en ingezwenkte hals met palmet in de afdekking                                                                | Gebouw                   | 17e/18e eeuw                                  |           | Haarlemmerstraat 79   | 52° 22' 49" NB, 4° 53' 29" OL | 1373 | Pand met gevel van het 'type met grote blokken' met uit- en ingezwenkte hals met palmet in de afdekking            |
| Pand met ingezwenkte halsgevel van zware vormen, gedateerd onder de krullen                                                                                            | Gebouw                   | 1744                                          |           | Haarlemmerstraat 81   | 52° 22' 49" NB, 4° 53' 29" OL | 1374 | Meer afbeeldingen                                                                                                  |
| Pand met gevel onder rechte lijst met consoles en het waarschijnlijk apocryfe geschilderde opschrift prins hendrik                                                     | Gebouw                   | 1761                                          |           | Haarlemmerstraat 85   | 52° 22' 49" NB, 4° 53' 29" OL | 1375 | Meer afbeeldingen                                                                                                  |
| Pand met ingezwenkte halsgevel | Gebouw                   | derde of laatst kwart 18e eeuw                |           | Haarlemmerstraat 89   | 52° 22' 49" NB, 4° 53' 28" OL | 1376 | Meer afbeeldingen                                                                                                  |
| Pand met ingezwenkte halsgevel van vloeiend silhouet met gelobde afdekking                                                                                             | Gebouw                   | derde kwart 18e eeuw                          |           | Haarlemmerstraat 97   | 52° 22' 50" NB, 4° 53' 26" OL | 1377 | Pand met ingezwenkte halsgevel van vloeiend silhouet met gelobde afdekking                                         |
| Pand met gepleisterde ingezwenkte halsgevel | Werk-woonhuis            | derde kwart 18e eeuw                          |           | Haarlemmerstraat 99   | 52° 22' 50" NB, 4° 53' 26" OL | 1378 | Pand met gepleisterde ingezwenkte halsgevel                                                                        |
| Pand met halsgevel met door vaas onderbroken afdekking, ornament om de hijsbalk en gebeeldhouwde vensteromlijsting waarin d porceleyne blompot op de eerste verdieping | Gebouw                   | eerste of tweede kwart 18e eeuw               |           | Haarlemmerstraat 105  | 52° 22' 50" NB, 4° 53' 26" OL | 1379 | Meer afbeeldingen                                                                                                  |
| Pand met gevel | Gebouw                   | derde kwart 18e eeuw                          |           | Haarlemmerstraat 103  | 52° 22' 50" NB, 4° 53' 26" OL | 1380 | Pand met gevel |
| Pand met ingezwenkte halsgevel | Gebouw                   | derde kwart 18e eeuw                          |           | Haarlemmerstraat 107A | 52° 22' 51" NB, 4° 53' 26" OL | 1381 | Meer afbeeldingen                                                                                                  |
| Huis met 18e-eeuwse gevel onder klokvormige top | Gebouw                   | 17e/18e/19e eeuw                              |           | Haarlemmerstraat 109A | 52° 22' 51" NB, 4° 53' 26" OL | 1382 | Meer afbeeldingen                                                                                                  |
| Pand met gevel onder rechte lijst | Gebouw                   | eerste helft 19e eeuw                         |           | Haarlemmerstraat 111  | 52° 22' 51" NB, 4° 53' 25" OL | 1383 | Pand met gevel onder rechte lijst                                                                                  |
| Pand met gevel onder punttop | Gebouw                   | 18e/19e eeuw                                  |           | Haarlemmerstraat 115  | 52° 22' 51" NB, 4° 53' 25" OL | 1384 | Meer afbeeldingen                                                                                                  |
| Pand met gevel onder punttop | Gebouw                   | 18e/19e eeuw                                  |           | Haarlemmerstraat 117  | 52° 22' 51" NB, 4° 53' 25" OL | 1385 | Meer afbeeldingen                                                                                                  |
| Pand met halsgevel met gedeelde vleugelstukken en palmet in de gelobde afdekking                                                                                       | Gebouw                   | tweede kwart 18e eeuw                         |           | Haarlemmerstraat 119  | 52° 22' 51" NB, 4° 53' 25" OL | 1386 | Meer afbeeldingen                                                                                                  |
| Pand met gevel onder klokvormige beëindiging met rollagen | Gebouw                   | 18e/19e eeuw                                  |           | Haarlemmerstraat 121  | 52° 22' 51" NB, 4° 53' 24" OL | 1387 | Meer afbeeldingen                                                                                                  |
| Pand met ingezwenkte halsgevel samen met nr 137 over een gang gebouwd                                                                                                  | Gebouw                   | derde kwart 18e eeuw                          |           | Haarlemmerstraat 123  | 52° 22' 51" NB, 4° 53' 24" OL | 1388 | Meer afbeeldingen                                                                                                  |
| Pand met ingezwenkte halsgevel samen met nr 123 over een gang gebouwd                                                                                                  | Gebouw                   | derde kwart 18e eeuw                          |           | Haarlemmerstraat 137  | 52° 22' 51" NB, 4° 53' 24" OL | 1389 | Upload foto |
| Pand met gevel onder rechte lijst met consoles | Gebouw                   | laatste kwart 18e eeuw                        |           | Haarlemmerstraat 131  | 52° 22' 52" NB, 4° 53' 24" OL | 1390 | Meer afbeeldingen                                                                                                  |
| Pand met ingezwenkte halsgevel met gelobde volutenafdekking waarin vijf bomen en t bos                                                                                 | Gebouw                   | tweede kwart 18e eeuw                         |           | Haarlemmerstraat 6    | 52° 22' 46" NB, 4° 53' 38" OL | 1391 | Pand met ingezwenkte halsgevel met gelobde volutenafdekking waarin vijf bomen en t bos                             |
| Pakhuisachtig pand met ingezwenkte halsgevel onder gelobde afdekking                                                                                                   | Gebouw                   | tweede kwart 18e eeuw                         |           | Haarlemmerstraat 12A  | 52° 22' 46" NB, 4° 53' 38" OL | 1392 | Pakhuisachtig pand met ingezwenkte halsgevel onder gelobde afdekking                                               |
| Pand met gevel onder rechte lijst met goede late roedenverdeling op de verdiepingen                                                                                    | Gebouw                   | eerste helft 19e eeuw                         |           | Haarlemmerstraat 36A  | 52° 22' 48" NB, 4° 53' 35" OL | 1393 | Meer afbeeldingen                                                                                                  |
| Pand met halsgevel van het 'type met doorboorde bloem' met later fronton                                                                                               | Gebouw                   | eerste kwart 18e eeuw                         |           | Haarlemmerstraat 38   | 52° 22' 48" NB, 4° 53' 35" OL | 1394 | Meer afbeeldingen                                                                                                  |
| Pand met halsgevel van het 'type met doorboorde bloem' waarvan de afdekking is verdwenen                                                                               | Gebouw                   | eerste kwart 18e eeuw                         |           | Haarlemmerstraat 40   | 52° 22' 48" NB, 4° 53' 35" OL | 1395 | Meer afbeeldingen                                                                                                  |
| Hoekhuis met halsgevel met 1740 in metalen cijfers in het metselwerk                                                                                                   | Gebouw                   | 1740                                          |           | Haarlemmerstraat 44   | 52° 22' 48" NB, 4° 53' 35" OL | 1396 | Meer afbeeldingen                                                                                                  |
| Hoekhuis met voorgevel onder rechte lijst met consoles en op balkkoppen overgebouwde zijgevel waarin een fraai oeil-de-boeuf en vensters onder bogen met blokken       | Gebouw                   | 18/19e eeuw                                   |           | Haarlemmerstraat 46   | 52° 22' 48" NB, 4° 53' 34" OL | 1397 | Meer afbeeldingen                                                                                                  |
| Pand met ingezwenkte halsgevel | Gebouw                   | ca. 1750                                      |           | Haarlemmerstraat 48A  | 52° 22' 49" NB, 4° 53' 34" OL | 1398 | Meer afbeeldingen                                                                                                  |
| Pand met uit- en ingezwenkte halsgevel | Gebouw                   | vroeg derde kwart 18e eeuw                    |           | Haarlemmerstraat 52   | 52° 22' 49" NB, 4° 53' 33" OL | 1399 | Meer afbeeldingen                                                                                                  |
| Pand met ingezwenkte halsgevel | Werk-woonhuis            | derde kwart 18e eeuw                          |           | Haarlemmerstraat 54   | 52° 22' 49" NB, 4° 53' 33" OL | 1400 | Meer afbeeldingen                                                                                                  |
| Huis met gevel onder rechte lijst | Gebouw                   | eerste helft of midden 19e eeuw               |           | Haarlemmerstraat 56   | 52° 22' 49" NB, 4° 53' 33" OL | 1401 | Meer afbeeldingen                                                                                                  |
| Pand met gevel onder rechte lijst waarop een geschubd opzetstuk met bekronende koe                                                                                     | Gebouw                   | 1745                                          |           | Haarlemmerstraat 62   | 52° 22' 49" NB, 4° 53' 32" OL | 1402 | Meer afbeeldingen                                                                                                  |
| Pand met hoge gevel onder in- en uitgezwenkte verhoogde lijst met twee consoles en snijwerk om het luik                                                                | Gebouw                   | vroeg derde kwart 18e eeuw                    |           | Haarlemmerstraat 64   | 52° 22' 49" NB, 4° 53' 32" OL | 1403 | Meer afbeeldingen                                                                                                  |
| Pand met ingezwenkte halsgevel waarnaast smalle travee waarin gevelsteen met wapen en                                                                                  | Gebouw                   | 17e/18e eeuw                                  |           | Haarlemmerstraat 66   | 52° 22' 49" NB, 4° 53' 31" OL | 1404 | Pand met ingezwenkte halsgevel waarnaast smalle travee waarin gevelsteen met wapen en                              |
| Etagewoningencomplex met gezamenlijke gevel onder rechte lijst en dwars dak waarin twee dakkapellen met snijwerk                                                       | Gebouw                   | derde kwart 18e eeuw                          |           | Haarlemmerstraat 68   | 52° 22' 49" NB, 4° 53' 31" OL | 1405 | Etagewoningencomplex met gezamenlijke gevel onder rechte lijst en dwars dak waarin twee dakkapellen met snijwerk   |
| Pand met gevel onder rechte lijst | Gebouw                   | eerst helft 19e eeuw                          |           | Haarlemmerstraat 72   | 52° 22' 49" NB, 4° 53' 31" OL | 1406 | Pand met gevel onder rechte lijst                                                                                  |
| Pand met halsgevel | Gebouw                   | derde kwart 18e eeuw                          |           | Haarlemmerstraat 84   | 52° 22' 50" NB, 4° 53' 29" OL | 1407 | Pand met halsgevel                                                                                                 |
| Pand met gevel onder rechte lijst | Gebouw                   | eerste helft 19e eeuw                         |           | Haarlemmerstraat 92   | 52° 22' 50" NB, 4° 53' 29" OL | 1408 | Meer afbeeldingen                                                                                                  |
| Pand met gevel onder rechte lijst | Gebouw                   | eerste helft 19e eeuw                         |           | Haarlemmerstraat 94   | 52° 22' 50" NB, 4° 53' 28" OL | 1409 | Meer afbeeldingen                                                                                                  |
| Hoekhuis met gevel onder rechte lijst en in de zijgevel gedenksteen betreffende de eerstesteenlegging                                                                  | Gebouw                   | 1853                                          |           | Haarlemmerstraat 96   | 52° 22' 50" NB, 4° 53' 28" OL | 1410 | Meer afbeeldingen                                                                                                  |
| Pand met gevel onder vaag klokvormige top met rollagen | Gebouw                   | 18e/19e eeuw                                  |           | Haarlemmerstraat 102  | 52° 22' 50" NB, 4° 53' 27" OL | 1411 | Pand met gevel onder vaag klokvormige top met rollagen                                                             |
| Pand met gevel onder rechte lijst | Gebouw                   | eerste helft 19e eeuw                         |           | Haarlemmerstraat 104  | 52° 22' 51" NB, 4° 53' 27" OL | 1412 | Pand met gevel onder rechte lijst                                                                                  |
| Pand met bijzondere halsgevel met paarden in de vleugelstukken en beeldhouwwerk in de afdekking                                                                        | Gebouw                   | ca. 1700                                      |           | Haarlemmerstraat 110  | 52° 22' 51" NB, 4° 53' 26" OL | 1414 | Meer afbeeldingen                                                                                                  |
| Twee huizen achter gemeenschappelijke gevel onder rechte lijst met consoles                                                                                            | Gebouw                   | laatste kwart 18e eeuw                        |           | Haarlemmerstraat 112  | 52° 22' 51" NB, 4° 53' 26" OL | 1415 | Twee huizen achter gemeenschappelijke gevel onder rechte lijst met consoles                                        |
| Pand met gevel onder rechte lijst met consoles | Gebouw                   | laatste kwart 18e eeuw                        |           | Haarlemmerstraat 122  | 52° 22' 52" NB, 4° 53' 25" OL | 1416 | Meer afbeeldingen                                                                                                  |
| Etagewoningencomplex achter gezamenlijke ingezwenkte halsgevel | Gebouw                   | 18e eeuw                                      |           | Haarlemmerstraat 138A | 52° 22' 52" NB, 4° 53' 24" OL | 1417 | Etagewoningencomplex achter gezamenlijke ingezwenkte halsgevel                                                     |
| Pand met ingezwenkte halsgevel | Gebouw                   | derde kwart 18e eeuw                          |           | Haarlemmerstraat 142  | 52° 22' 53" NB, 4° 53' 23" OL | 1418 | Pand met ingezwenkte halsgevel                                                                                     |